# Loyolai Szent Ignác bencés templom
A Loyolai Szent Ignác Bencés templom kéttornyos kora barokk templom, Győr belvárosának főterén, a Széchenyi téren áll. A mai Magyarország legkorábbi barokk stílusban emelt temploma, az olaszos kora barokk építészet egyik legszebb példája. Berendezésével együtt a magyar barokk történetének legidősebb tárgyi emlékeit őrzi, így a hazai művészettörténet szempontjából pótolhatatlan és felbecsülhetetlen jelentőségű.

## A templom környezete és jelentősége
Az alapító jezsuiták oktató, nevelő, tudományos tevékenységük és kultúrapártoló mivoltuk miatt számos jómódú polgárt vonzottak nem csupán iskolájukba, de az akkor kialakuló városmagba is. Jelentős szerepük volt a betelepülésük idején meginduló, török idők utáni megújulásban melynek során kiépült a ma is látható történelmi belváros a templommal együtt.
A jezsuiták a Mária Terézia által kihirdetett pápai bulla értelmében feloszlatásra kerültek 1773-ban, a bencés rend vette át és tartotta meg a kialakult funkciókat és hagyományokat. [1]
A bencés gimnázium és rendház mindennapjainak középpontját jelentő templom jelentőségét a páratlan örökségkincs mellett gazdag történelme jelenti. A templom felújítását „a főhajó hiteles és esztétikus helyreállításáért” 2007-ben ICOMOS-díjjal ismerték el.

## A templom méretei
A templom hossza 44, szélessége 24 méter, a tornyok magassága a keresztekkel 44 méternél végződik. Egyidejűleg 600 ember kényelmes befogadására képes.

## A templom története
Az 1740-es években alakították ki a templom főhajójának mai alakját. Új főoltárt készítettek, melyet Acsády Ádám veszprémi püspök adományozott és ekkor készültek a nagyszerű freskók is. 1773-ban Mária Terézia kihirdette a jezsuita rendet feloszlató bullát, 1802-től kezdve a bencések tulajdonában van a templom.

## A templom leírása

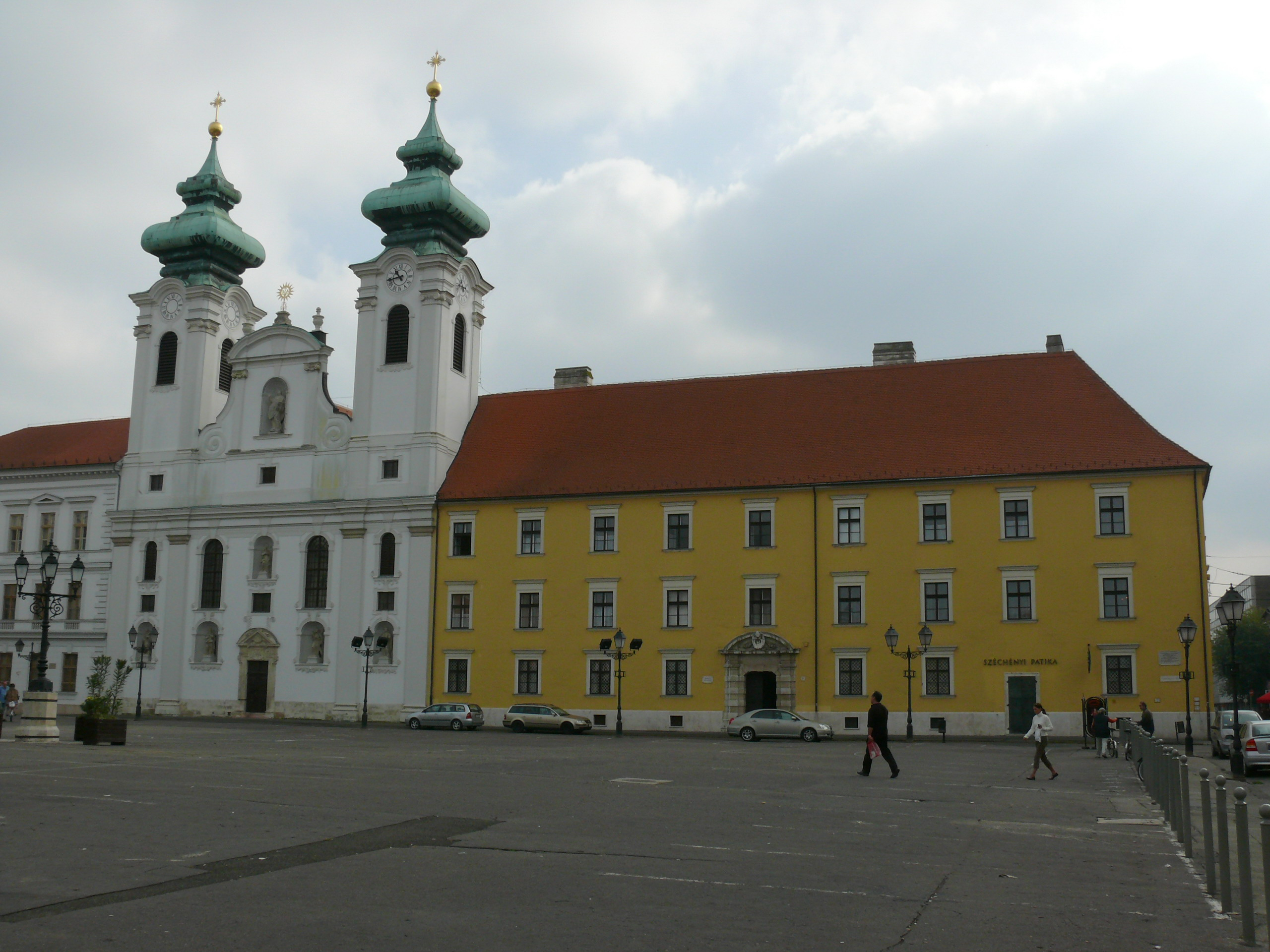
A bencések épületegyüttese

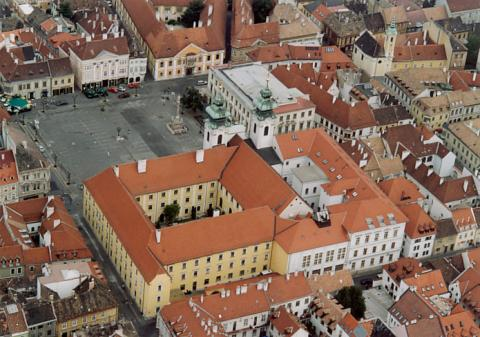
Légifotó az épületegyüttesről

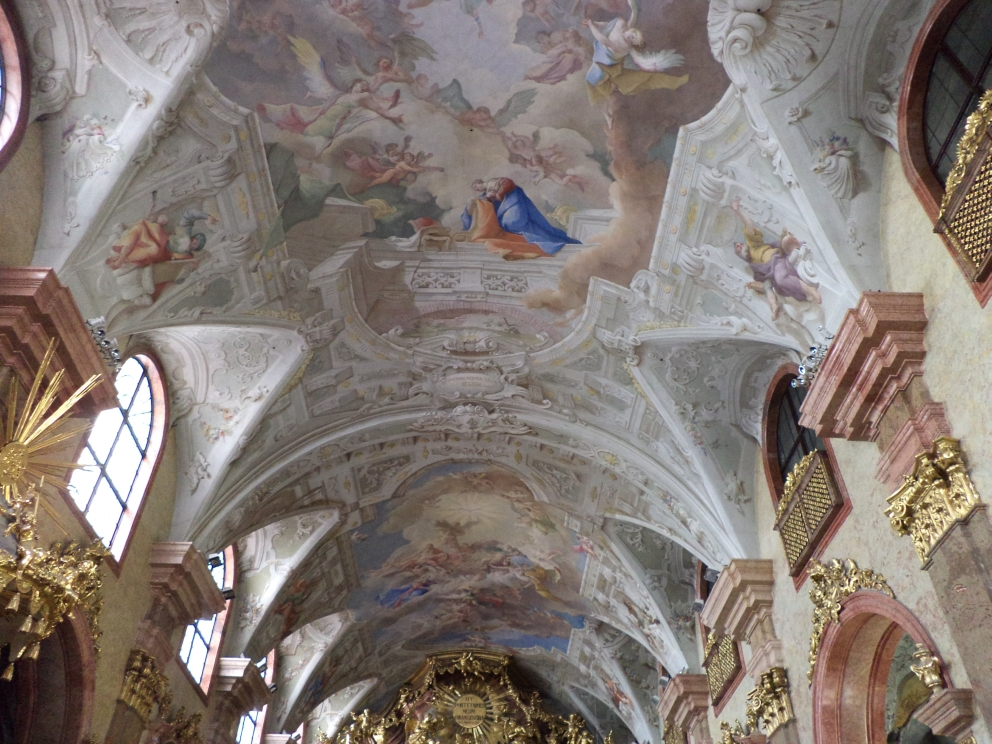
Mennyezeti freskó

A templom fő elrendezése a típusteremtő római Il Gesù templom mintáján nyugszik, ennek kéttornyú, a bécsi jezsuita templommal rokon példája a megvalósult épület. A templom apszisa egyenes, két oldalán kápolnafülkék találhatóak.
Az egyhajós templom homlokzatát szoborfülkék és különböző méretű ablakok töltik ki.
A bejárati ajtó felett kőkeretes évszám jelzi a templom felszentelését: 1641. A bejárati ajtó mellett kétoldalt, fülkékben két szobor áll, az ajtó felett egy, és a két torony feletti volutás keretezésű oromzat fülkéjében ismét egy szobor látható.
A tornyok tetején órapárkányon nyugvó, többszörösen tagolt hagymasisakok foglalnak helyet.
A templom belső terének vizuális egysége a kápolnák elrendezésének tudható be, ugyanis az etalonnak számító Il Gesu templommal ellentétben a kápolnák nem egymásból, hanem a főhajóból nyílnak. A hajót lapos, fiókos dongaboltozat fedi.
A belépőt első pillantásra megragadja a nagyszerű főoltár, mely pompás színpadként tárul elénk – akusztikai és optikai szempontból is jól lezárja a szentélyt. A főoltár a barokk theatrum sacrum díszleteinek márványban megmaradt mása, melynek oszlopelrendezése és szerkezete rendkívül hasonlít a barokk dekorációk nagy mestere, Andrea del Pozzo oltárképeihez. Főoltára a mellékkápolnáknál később, 1743-44-ben készült, tervezője nem ismert. Építői győri és bécsi mesterek voltak, a szobrokat a bécsi Joseph Rössler faragta. A monumentális oltárkép Loyolai Szent Ignác megdicsőülését ábrázolja. 1744-ben készítette Paul Troger. A négy nagyméretű, aranyozott faszobor Szent Pétert, Szent Józsefet, Nepomuki Szent Jánost és Szent Pált ábrázolja. Az oszlopok közti két aranyozott váza szinte roskadozik a díszítéstől.
A templom mennyezetfreskóit 1744-ben Troger festette két társával, valószínűleg a bolognai Gaetano Fantival és a wrocławi Kasper Sambachal. A szentély mennyezetfreskója Szent Ignác lelkének mennybevitelét ábrázolja. Kétoldalt, a fiókok közti közti boltív részen a négy evangelista alakja látszik. A főhajó mennyezetén az „Angyali üdvözlet”-et Troger csodálatos kompozícióban fejezte ki: az alul térdre omló Mária, majd az angyalok kara és a kép közelében lebegő Gábriel arkangyal harmonikus egységet alkot. A szentélyhez hasonlóan a boltívrészeken négy prófétát festett a művész. A freskók 1747-ben készültek, ahogy a kórus felett látható kép is, mely csodálatos elevenségű angyalkoncertet ábrázol.
A templom egyik legszebb berendezési tárgya az 1749-ből származó szószék, mely csillogó, szemkápráztató barokk és rokokó hangulatot idéz. A pazar kivitelű szószéket készítője, a pozsonyi Ludwig Gode szobrokkal és domborművekkel, fehér alapon aranyozott díszítésekkel halmozta el.
A templom művészi faragású padjai és ajtói a maguk nemében szinte páratlanok, gazdag díszítésükben a kagylóminta uralkodik. Készítőjüket nem ismerjük.
A hajó két oldalán három-három kápolnafülke található, egy-egy oltárral. Berendezésük idősebb a főhajó alkotásainál, a templom legértékesebb darabjait jelentik.
A templom orgonáját a győri Burghardt Gáspár készítette 1757-ben. Az orgona feletti angyalkoncert-freskó arra utal, hogy a barokk korban pompás ünnepi hangversenyeket rendeztek itt.

## A mellékkápolnák

### Győzedelmes Boldogasszony Oltár
A templom építésének befejezésétől számítva mindössze öt év alatt, 1646-ra elkészült oltárt a Beata Mariae Virginis testvériség állíttatta, amelynek tagjai közt szép számmal akadtak olyan polgárok, akik a korabeli német várparancsnokság soraiba tartoztak. Ebben a kápolnában folytak a német helyőrség istentiszteletei. Oltárképe a lepantói csatát ábrázolja 1571-ből.

### Magyar szentek oltára
A bal oldali középső kápolna oltárát 1642-re készítette el Pechy Ferenc megyei nemes. Az oltárt a Mária Kongregáció állíttatta, tagjai főpapok, főurak és magas rangú katonatisztek voltak. Itt az előbb említett Kongregáció tartott szentmiséket.
A főoltárképen négy ízben látható az Istenanya, Mária.

### Szent István oltár
Ez az oltár Pannonhalmáról, a főapátsági templomból került jelenlegi helyére 1873-ban. Az oltár Giacomo Adami terve alapján az ő és Florian Hielscher közreműködésével valósult meg.

### Szent Pál oltár
A templom első oltáraként Sibrik Pál győri vicekapitány állíttatta, védőszentje, Szent Pál tiszteletére. Az oltárkép az ő megtérését ábrázolja a damaszkuszi úton. Az 1641-re elkészült oltár a templom legelső oltára, jelentősen hasonlít a vele szemben található Győzedelmes Boldogasszony oltárra. 1657-ben áthelyezték a keleti oldal leghátsó kápolnájába, amikor Mansfeld Fülöp győri főkapitány Xavéri Szent Ferenc tiszteletére emeltetett márványoltárt eredeti helyén. A mecénást a kápolna kriptájába temették. 1664-ben Héderváry István özvegye, Eszterházy Erzsébet stukkókkal díszíttette. Ezt az oltárt az 1800-as években eltávolították, helyébe egy Szent Benedek oltár készült 1861-ben, majd rá kilenc évre ezt is elmozdították. E két oltár későbbi sorsa ma sem ismert. Végül a legelső oltárt helyezték vissza eredeti helyére.

### Szent Rozália oltár
A jobb oldali középső oltár egyszerre készült 1642-ben a vele szemközti kápolna Magyar Szentek oltárával. Készíttetője Beccaria Virgil olasz származású kereskedő, városbíró. Eredeti oromzati képe az 1944. április 13-ai bombázáskor elégett. Az oltárkép Szent Rozália megkoronázását ábrázolja. A vele szemközti falon a XVIII. századi Győr és Pannonhalma képe látható, győri mester alkotása.

### Szent György oltár
Az 1655-ben készült oltár megrendelője Lőrincz György. A nagy oltárképen a híres jelenet, Szent György harca a sárkánnyal látható.

### Keresztút-kápolna
1980-ban került kialakításra a szentély áldoztatórácsa előtti bejárattal. A modern kápolnában lehetőség van téli körülmények közt is fűtést biztosítani, mely a templom többi részében hátrányos volna a berendezési tárgyakra.

## Galéria

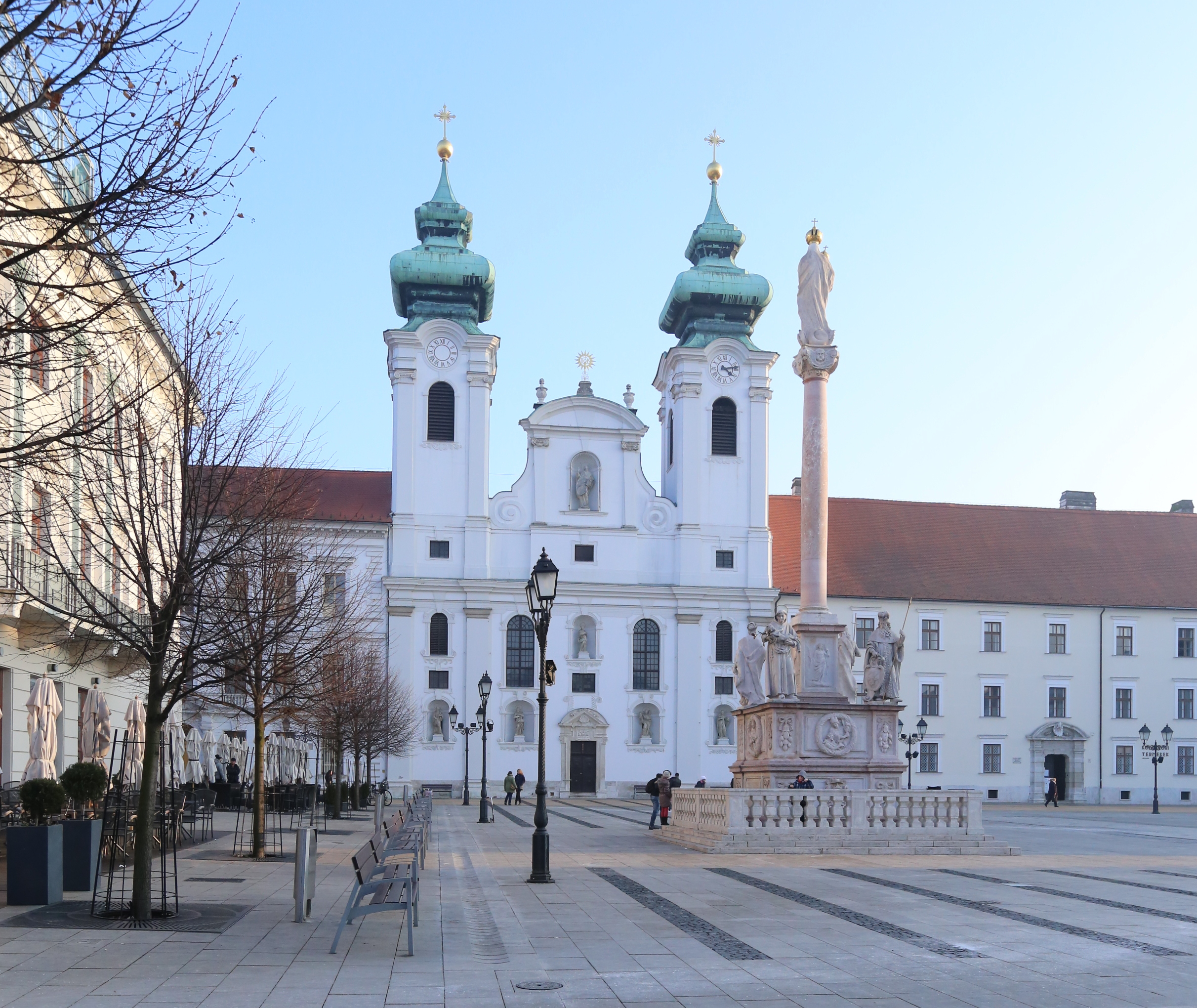
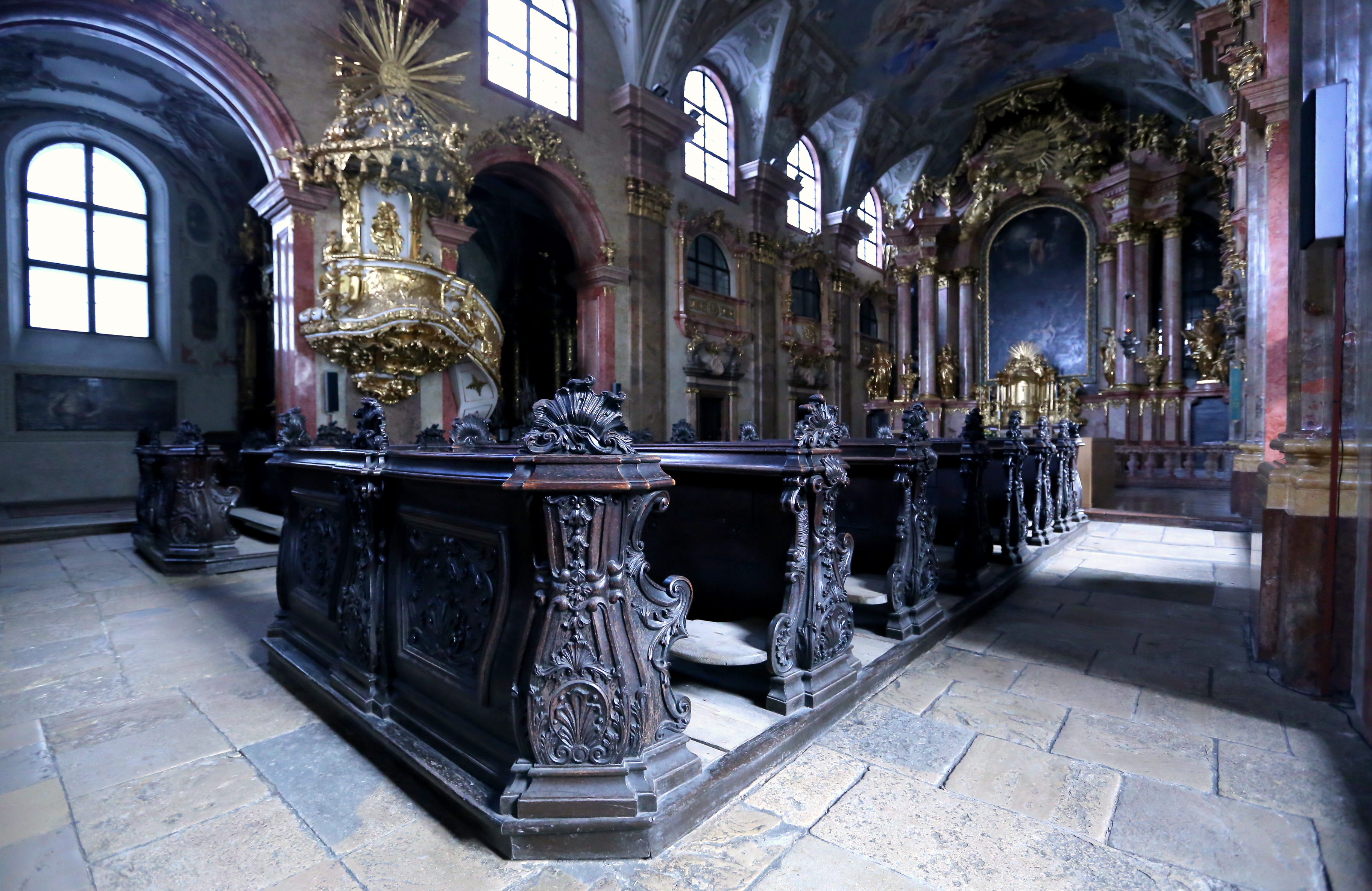
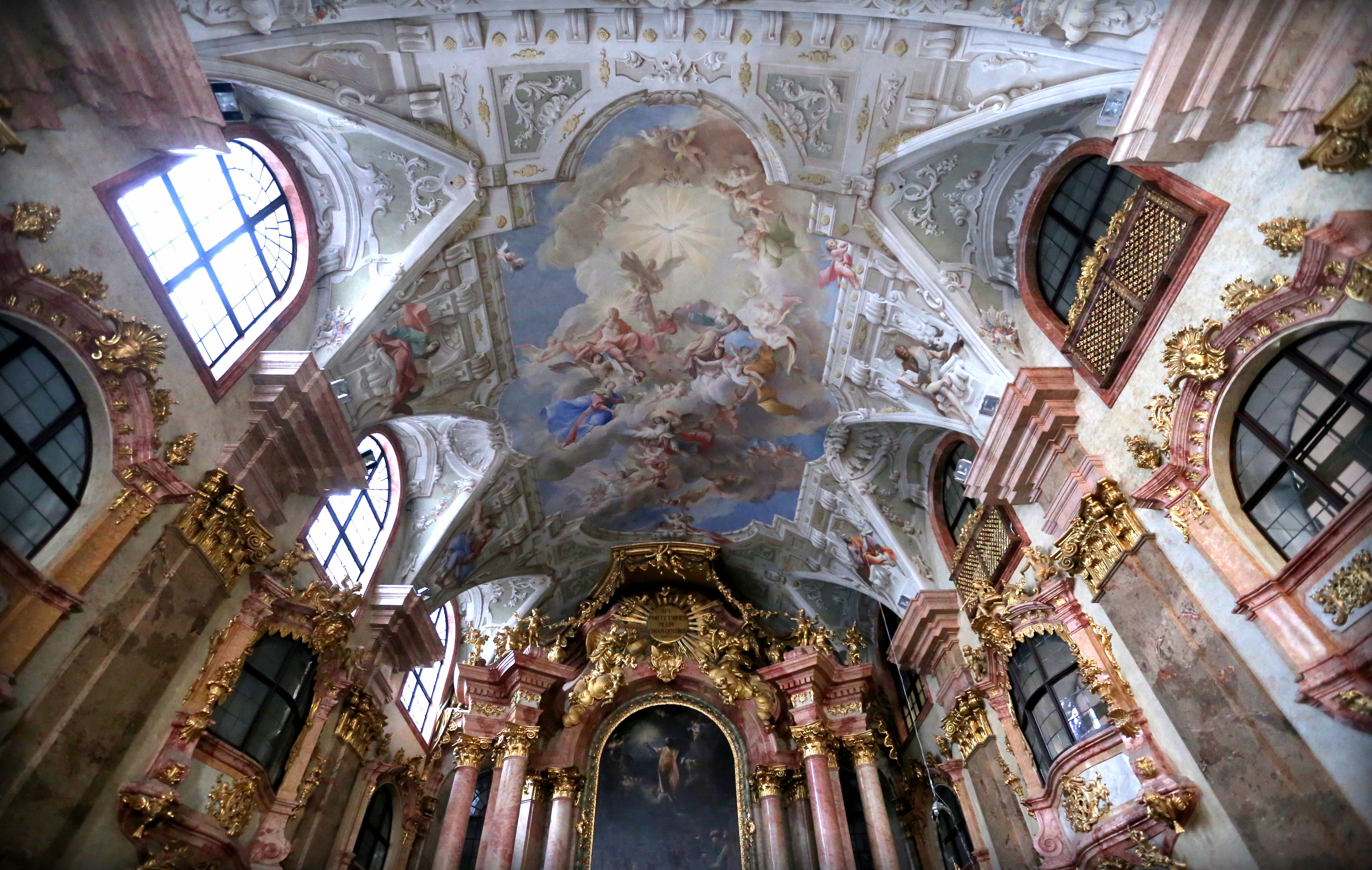
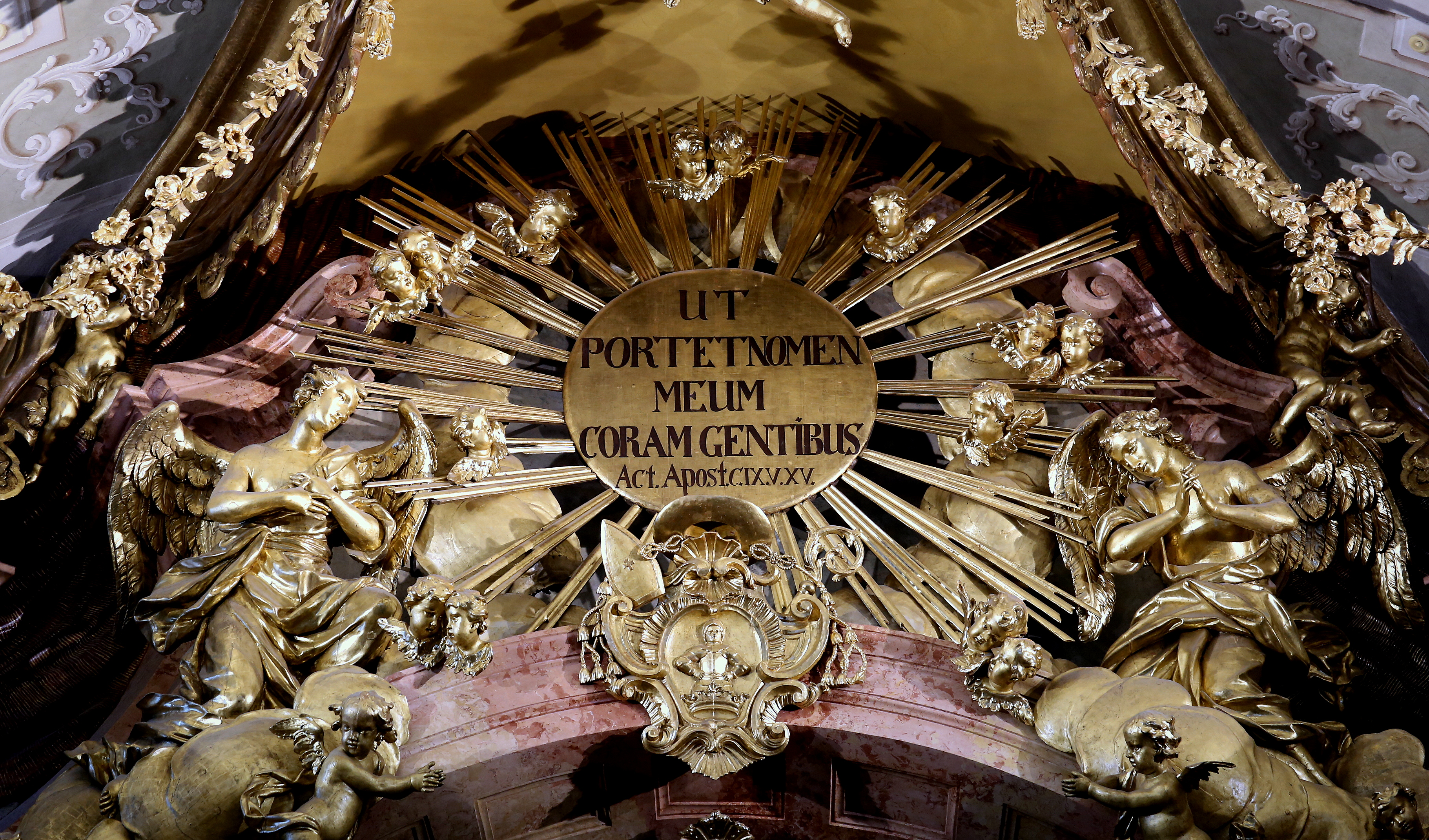
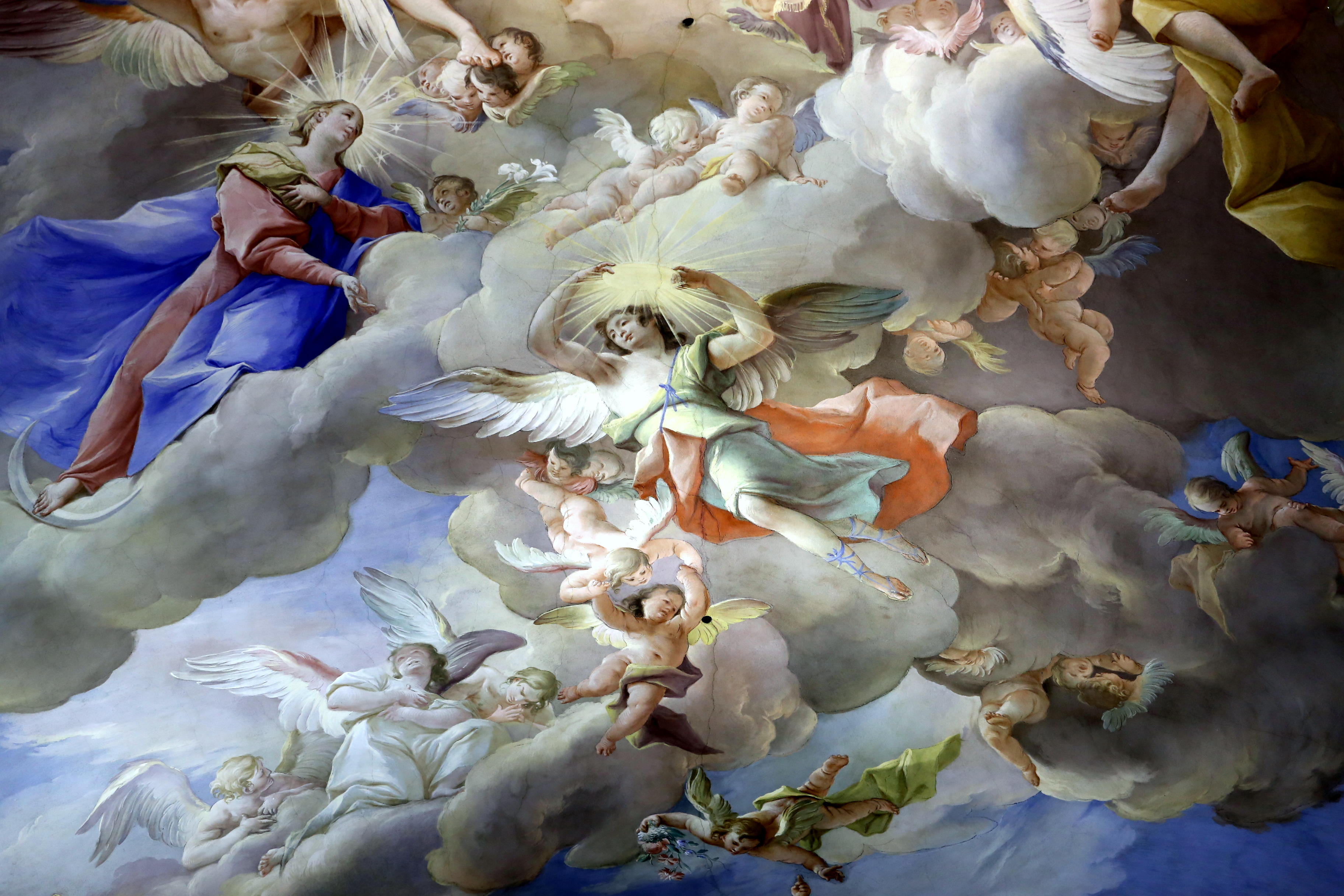
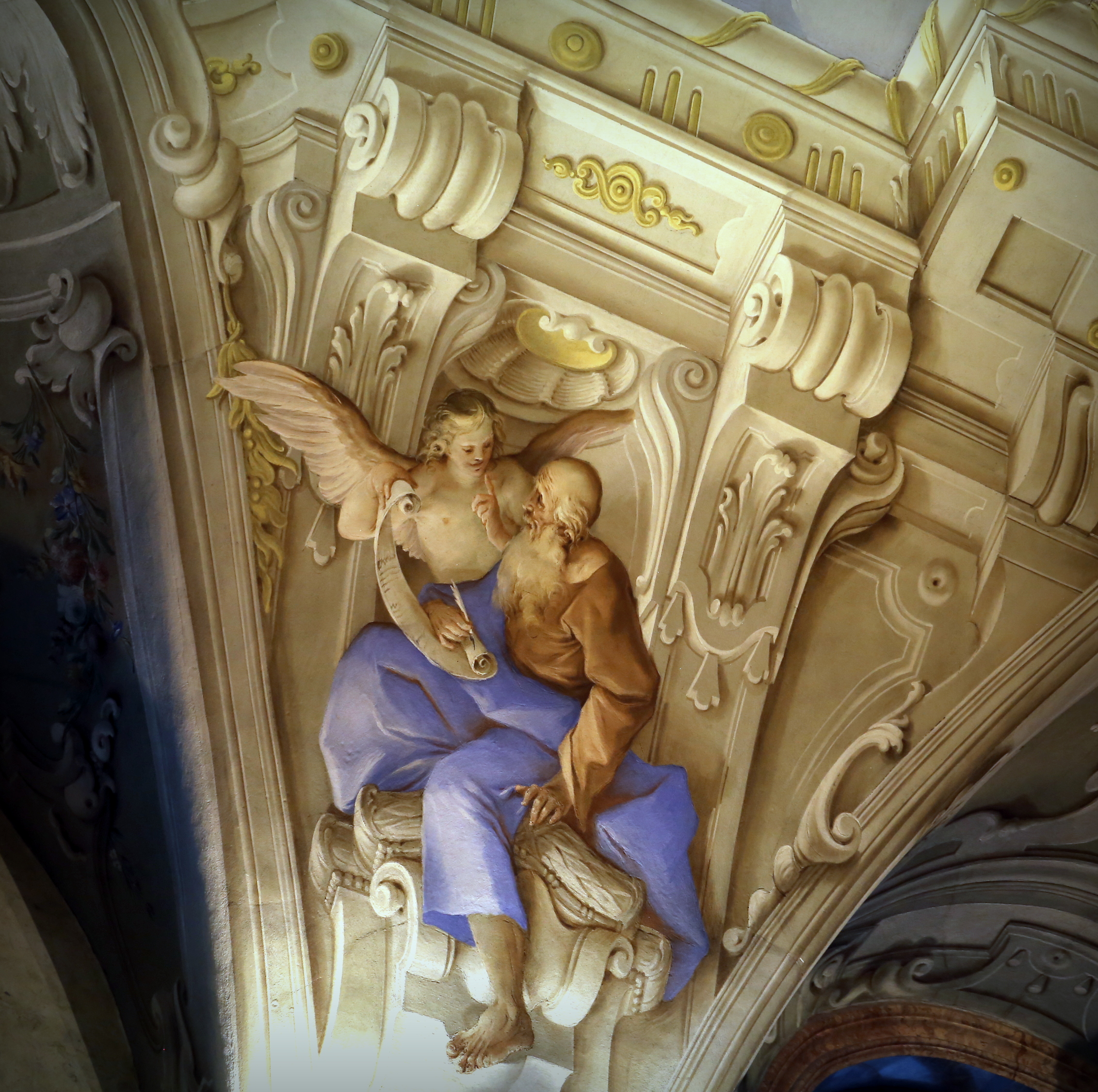
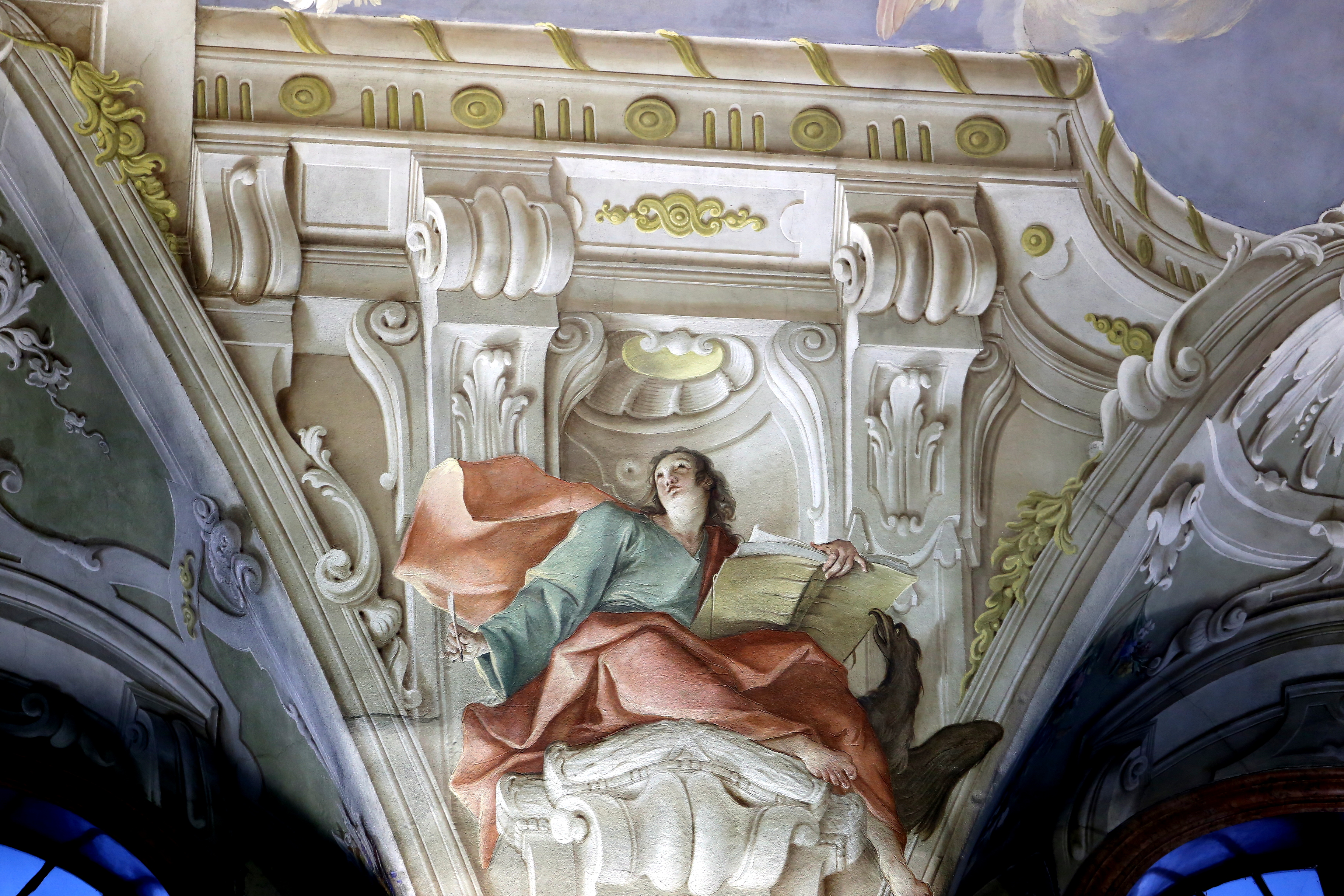
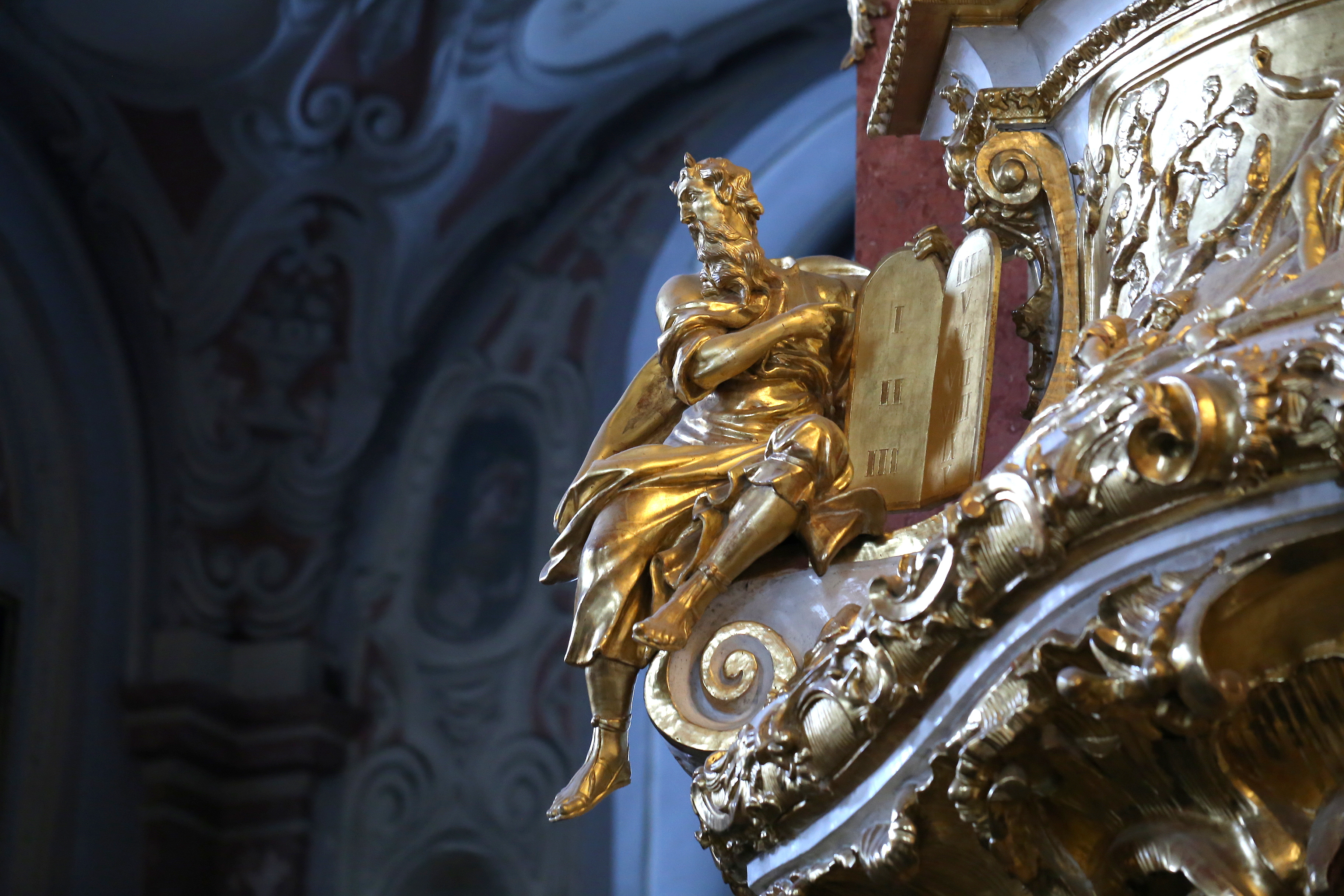
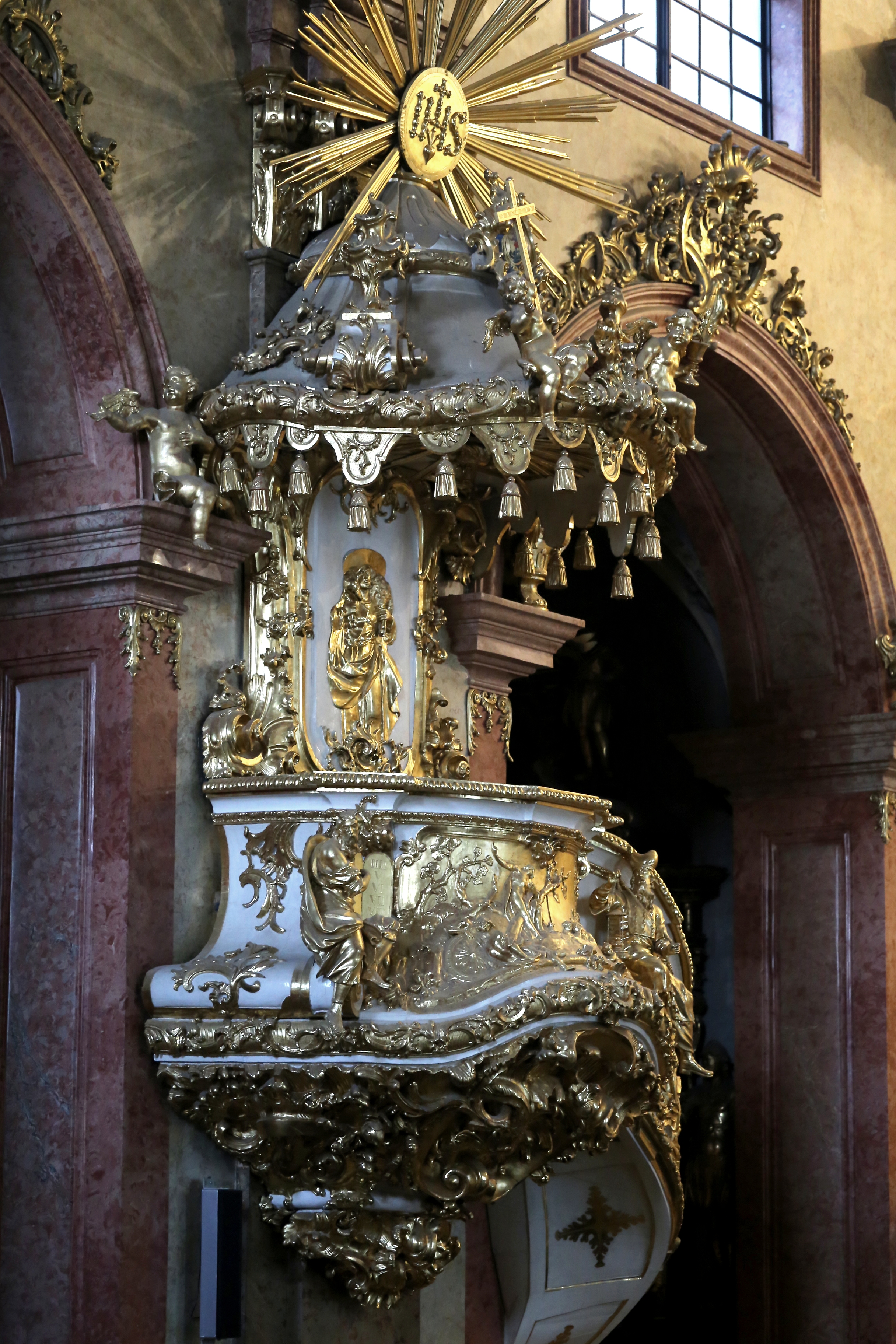

## A templom harangjai

### Keleti torony
A gimnázium felőli toronyban található hazánk 13. legnagyobb harangja, mely Szent Benedek tiszteletére lett felszentelve. 3263 kg-os, H° hangú, tömegével meghatározó része a város akusztikai képének. Pfistermeister Antal öntötte Kőszegen 1853-ban. A székesegyház 2022-es felújításáig a megye legnagyobb harangjának számított.

### Nyugati torony
A templom óratornyában található Magyarország egyik legrégebbi toronyórája. Az eredeti szerkezet javarészt megmaradt, restaurálható. Jelenleg elektromos működtetésű. A toronyban négy harang található, Szent Mór harang: 1867 kg-ot nyom, d' hangú. Szent Mihály-harang: 784 kg-ot nyom, g' hangú. Szent Ignác-harang: 547 kg-ot nyom, a' hangú. A Szent Márton-harang: 223 kg-ot nyom, d'' hangú.
Ezen kívül van még 2 harang, melyek 164 és 97 kg tömegűek, hangjaik: e'' és g''. Ezek majd a közeljövőben épülő huszártoronyban kapnak helyet. A nagyobb Szent Maurusz tiszteletére lett szentelve, a kisebb pedig Szent Placidusz tiszteletére lett szentelve, ezek végül 2024. július 17-én kerültek a helyükre, miután elkészült a huszártorony. Ezt a hat harangot a Grassmayr harangöntöde készítette Innsbruckban 2016. október 28-án.